# Anchieta (Espírito Santo)
Anchieta is een gemeente in de Braziliaanse deelstaat Espírito Santo. De gemeente telt 20.226 inwoners (schatting 2009).
De gemeente grenst aan Guarapari, Alfredo Chaves, Piúma en Iconha.